# Better Man (canção de Little Big Town)
"Better Man" é uma canção interpretada pelo grupo americano de música country Little Big Town, lançada em 20 de outubro de 2016. A sua letra foi escrita pela cantora e compositora estadunidense Taylor Swift; enquanto que a sua produção musical foi feita por Jay Joyce.
A música serviu como single principal do oitavo álbum de estúdio do grupo The Breaker, que foi lançado em 24 de fevereiro de 2017. "Better Man" foi cantada ao vivo pela primeira vez no 50º CMA Awards, no dia 02 de novembro de 2016. A canção ganhou o prêmio de "Canção do Ano", e também foi indicada nas categorias "Single do Ano" e em "Videoclipe do Ano" no CMA Awards de 2017.

## Antecedentes
A canção foi escrita por Taylor Swift e a sua letra sobre o fim de um relacionamento amoroso. De acordo com o membro do grupo Karen Fairchild, Swift pensou no grupo por causa das harmonias da canção e enviou a canção a eles.
Essa é a primeira composição em música country que apresenta Swift apenas como compositora lançada ao público, desde a sua mudança total para a música pop em 2014, com o lançamento do seu quinto álbum de estúdio, intitulado de 1989. 

## Composição
"Better Man" tem duração de 4 minutos e 21 segundos. A canção possui ritmo lento, com 72 batidas por minuto, e foi escrita em compasso 4/4. Encontra-se no tom de Fá maior, com progressão harmônica de F-C-B♭-B♭2-B♭. Os vocais de Karen Fairchild abrangem de F3 a B♭4.